# Алеманська Вікіпедія
Алеманська Вікіпедія (алем. Alemannischi Wikipedia) — розділ Вікіпедії алеманським діалектом німецької мови. Створена у вересні 2002 року. Алеманська Вікіпедія станом на 9 серпня 2025 року містить 31 254 статті, 112 469 зареєстрованих користувачів, 81 активного дописувача, 7 адміністраторів
. Загальна кількість сторінок у алеманській Вікіпедії — 74 492, редагувань — 1 070 178, завантажених файлів — 600
. Глибина (рівень розвитку мовного розділу) алеманської Вікіпедії мала і становить 27.5 пунктів
.

## Історія
- Жовтень 2004 — створена 100-та стаття[3].
- Листопад 2005 — створена 1 000-на стаття[3].
- Червень 2011 — створена 10 000-на стаття[3].
- Жовтень 2015 — створена 20 000-на стаття[4].